# Thomas Pavel
Pour les articles homonymes, voir Pavel (homonymie).
Thomas Pavel, né le 4 avril 1941 à Bucarest, est un théoricien littéraire roumain, spécialiste de littérature française, enseignant à l'université de Chicago.

## Biographie
Après une maîtrise à l'université de Bucarest, Thomas Pavel soutient une thèse à l'École des hautes études en sciences sociales en 1971 sur les « variations isotopiques ».
Il enseigne ensuite au Canada, à l'Université d'Ottawa de 1973 à 1981, puis à l'Université du Québec à Montréal de 1981 à 1986. Entre 1990 à 1998, il enseigne la littérature comparée à l'Université de Princeton. Entre 1998 et 2021, il enseigne à l'Université de Chicago. En 2005-2006, il a assuré un cours au Collège de France sur le thème « Comment écouter la littérature ».
Il a critiqué les prétentions de structuralistes comme Roman Jakobson ou Roland Barthes à expliquer la littérature uniquement par le biais de la linguistique (Le Mirage linguistique et De Barthes à Balzac, qui revient sur S/Z). Mais Pavel est surtout connu pour son emploi de la théorie philosophique des mondes possibles pour étudier les univers de fiction. Il a ainsi contribué à lancer des questionnements sur les rapports entre les univers fictionnels et les univers de référence, sur l'ontologie des personnages et sur la valeur de vérité de la fiction.

## Œuvre

### Romans
- Le Miroir persan, Paris : Denoël & Montréal : Quinze, 1978.
- La Sixième Branche, Paris : Fayard, 2003.

### Essai
- Fragmente despre cuvinte, essai, Bucarest : Editura pentru literatura, 1968.
- Inflexions de voix, essai, Montréal : Presses de l'Université de Montréal, 1976.

### Critique et histoire littéraire
- La Syntaxe narrative des tragédies de Corneille: Recherches et propositions, Paris : Klincksieck & Ottawa : Éditions de l'Université d'Ottawa, 1976.
- The Poetics of Plot: The Case of English Renaissance Drama, Minneapolis : University of Minnesota Press, 1985.
- Univers de la fiction, Paris : Seuil, coll. « Poétique », 1988.
- Le Mirage linguistique, Paris : Minuit, 1988.
- L’Art de l’éloignement. Essai sur l’imagination classique, Paris : Gallimard, 1996[4],[5],[6].
- avec Claude Bremond, De Barthes à Balzac. Fictions d’un critique et critiques d’une fiction, Paris : Albin Michel, 1998.
- La Pensée du roman, Paris : Gallimard, 2003 ; nouvelle éd. revue, coll. « Folio essais », 2014[7],[8],[3].
- Comment écouter la littérature ?, Paris, Fayard, coll. « Leçons inaugurales du Collège de France », 2006 (lire en ligne).

## Récompenses
- Prix de la Francophonie, Académie Française, 2023
- Chevalier de l'ordre des Arts et des Lettres Chevalier des Arts et des Lettres (France), 2004.
- Fellow of the American Academy of Arts and Sciences, 1999.
- The René Wellek Prize for the Best Book in Literary Theory published in 1989-90, awarded by the American Comparative Literature Association, 1992.
- Chevalier de l'ordre des Palmes académiques Chevalier de l'Ordre des Palmes académiques (France), 1990.
- The Jubiliary Medal of Her Majesty the Queen Elizabeth the Second (Canada), 1977.